# Antiochijská kněžna
Níže je uveden seznam antiochijských kněžen.

## Antiochijská kněžna manželka

### Hautevillové, 1098–1163
| Obrázek | Jméno                  | Otec                                  | Narození | Manželství                 | Stala se kněžnou           | Přestala být kněžnou          | Smrt          | Manžel       |
| ------- | ---------------------- | ------------------------------------- | -------- | -------------------------- | -------------------------- | ----------------------------- | ------------- | ------------ |
|         | Konstancie Francouzská | Filip I. Francouzský (Kapetovci)      | 1078     | 25. března/26. května 1106 | 25. března/26. května 1106 | 3. března 1111 manželova smrt | 14. září 1126 | Bohemund I.  |
|         | Alice Antiochijská     | Balduin II. Jeruzalémský (Rethelovci) | 1110     | podzim 1126                | podzim 1126                | únor 1130 manželova smrt      | 1136–1151     | Bohemund II. |

### Rod Poitiers, 1163–1268
| Obrázek | Jméno                 | Otec                                                                      | Narození   | Manželství           | Stala se kněžnou                                 | Přestala být kněžnou                    | Smrt                      | Manžel                  |
| ------- | --------------------- | ------------------------------------------------------------------------- | ---------- | -------------------- | ------------------------------------------------ | --------------------------------------- | ------------------------- | ----------------------- |
|         | Orguilleuse d'Harenc  | -                                                                         | -          | 1168–1170            | 1168–1170                                        | možná 1175 rozvod                       | po březnu 1175            | Bohemund III.           |
|         | Teodora Komnene       | pravděpodobně Jan Doukas Komnenos, byzantský vévoda na Kypru (Komnenovci) | 1150/55    | 1175/77              | 1175/77                                          | 1180 rozvod                             | po 1182                   | Bohemund III.           |
|         | Sibyla                | -                                                                         | -          | 1181                 | 1181                                             | 1199 rozvod                             | 1216                      | Bohemund III.           |
|         | Isabela               | -                                                                         | -          | 1199                 | 1199                                             | 20. března/1. října 1201 manželova smrt | -                         | Bohemund III.           |
|         | Plaisance Gibeletská  | Hugo III. Embriaco, pán z Gibletu (Embriacovi)                            | -          | před 21. srpnem 1198 | 20. března/1. října 1201 manželův nástup na trůn | 1216 manželova smrt                     | 1217                      | Bohemund IV. (1. vláda) |
|         | Helvis Lusignanská    | Amaury II. Jeruzalémský (Lusignanové)                                     | 1196/7     | před 1210            | 1216 manželův nástup na trůn                     | 1219                                    | 7. února 1216/březen 1219 | Raymond-Roupen          |
|         | Melisenda z Lusignanu | Amaury II. Jeruzalémský (Lusignanové)                                     | po 1200/01 | 1./10. ledna 1218    | 1219                                             | březen 1233 manželova smrt              | po 1249                   | Bohemund IV. (2. vláda) |
|         | Luciana di Segni      | Pavel, hrabě segnijský                                                    | -          | 1235                 | 1235                                             | leden 1252 manželova smrt               | -                         | Bohemund V.             |
|         | Sibyla Arménská       | Hethum I. of Armenia (Hethumidové)                                        | 1240       | červen/říjen 1254    | červen/říjen 1254                                | 1268 ztráta Antiochie                   | 1290                      | Bohemund VI.            |

## Titulární antiochijská kněžna manželka

### Rod Poitiers, 1268–1299
| Obrázek | Jméno             | Otec                               | Narození | Manželství        | Stala se kněžnou  | Přestala být kněžnou          | Smrt          | Manžel        |
| ------- | ----------------- | ---------------------------------- | -------- | ----------------- | ----------------- | ----------------------------- | ------------- | ------------- |
|         | Sibyla Arménská   | Hethum I. of Armenia (Hethumidové) | 1240     | červen/říjen 1254 | červen/říjen 1254 | 1268 ztráta Antiochie         | 1290          | Bohemund VI.  |
|         | Markéta Briennská | Ludvík z Acre (Briennové)          | -        | 2. ledna 1278     | 2. ledna 1278     | 19. října 1287 manželova smrt | 9. dubna 1328 | Bohemund VII. |

### Toucyové, 1299–1300
| Obrázek | Jméno            | Otec                        | Narození   | Manželství | Stala se kněžnou             | Přestala být kněžnou                        | Smrt          | Manžel |
| ------- | ---------------- | --------------------------- | ---------- | ---------- | ---------------------------- | ------------------------------------------- | ------------- | ------ |
|         | Eleonora z Anjou | Karel II. Neapolský (Anjou) | srpen 1289 | 1299       | 1299 manželův nástup na trůn | 17. ledna 1300 manželství anulováno papežem | 9. srpna 1341 | Filip  |

### Lusignanové, 1300–1457
Ačkoli dědici Antiochijského knížectví byli králové, pozdější titulární králové Kypru, nepoužívali oni ani jejich manželky titul antiochijského knížete; titul byl dán pouze několika následníkům kyperského trůnu a potenciálnímu králi jure uxoris.
| Obrázek | Jméno              | Otec                                       | Narození        | Manželství         | Stala se kněžnou                  | Přestala být kněžnou           | Smrt               | Manžel   |
| ------- | ------------------ | ------------------------------------------ | --------------- | ------------------ | --------------------------------- | ------------------------------ | ------------------ | -------- |
|         | Konstance Sicilská | Fridrich III. Sicilský (Barcelonští)       | 1307            | 1343, po 16. dubnu | 1345 manželovo jmenování knížetem | po 19. červnu 1344             | po 19. červnu 1344 | Jan I.   |
|         | Alice Ibelinská    | Guy d'Ibelin, senešal kyperský (Ibelinové) | 1325/30         | 14. dubna 1350     | 14. dubna 1350                    | 1375 manželova smrt            | po 1374            | Jan I.   |
|         | Šarlota Kyperská   | Jan II. Kyperský (Lusignanové)             | 28. června 1444 | 21. prosince 1456  | 1456 manželovo jmenování knížetem | 7. října 1457 manželova vražda | 16. července 1487  | Jan III. |